# Grzyby kłębiakowe

Glomeromycota w komórkach korzeni drzew

Grzyby kłębiakowe Glomeromycota C. Walker & A. Schüßler – typ grzybów. Rodzajem typowym dla Glomeromycota jest Glomus Tul. & C. Tul. Znanych jest ok. 200 gatunków zaliczanych do tej gromady, przy czym liczba ta może być wyższa.

## Biologia i ekologia
Glomeromycota są szeroko rozpowszechnionymi glebowymi grzybami mykoryzowymi. Szacuje się, że tworzą symbiotyczne układy z co najmniej 80% gatunków roślin lądowych. Jest to specyficzny, obligatoryjny dla grzyba typ relacji zwany mykoryzą arbuskularną. Prawdopodobnie jest to najstarszy typ mykoryzy, a koewolucja Glomeromycota i roślin trwa od 450 mln lat. Świadczą o tym skamieniałości arbuskularnych struktur związanych z aglaofitonem, jedną z najstarszych znanych roślin lądowych. W związku z rozpowszechnieniem i długą historią układy symbiotyczne grzybów z tej grupy w znacznej mierze odpowiadają za produktywność gleby. Wchodzenie w układ mykoryzowy z grzybami arbuskularnymi jest dla roślin kosztowne, gdyż szacuje się, że grzyby mogą pozyskać do 20% asymilowanego przez nie węgla. Jednocześnie jednak grzyby ułatwiając przyswajanie biogenów (zwłaszcza fosforu) i zmniejszając obciążenie metalami ciężkimi lub atakami patogenów i pasożytów, zwiększają wzrost roślin i przewagę konkurencyjną.
Grzyby z gromady Glomeromycota rozmnażają się przez różnego typu zarodniki, np. chlamydospory.

## Systematyka
Według CABI databases do typu Glomeromycota należą:
- klasa: Glomeromycetes Caval.-Sm. 1998 (syn. Glomomycetes, Geomycetes)
  - podklasa Incertae sedis
    - rząd: Archaeosporales C. Walker & A. Schüßler 2001
    - rząd: Diversisporales C. Walker & A. Schüßler 2001
    - rząd Entrophosporales Błaszk., Sánchez-García, B.T. Goto & Magurno 2022
    - rząd: Glomerales J.B. Morton & Benny 1990
    - rząd: Paraglomerales C. Walker & A. Schüßler 2001
- klasa Incertae sedis[2].